# 1994 في الأرجنتين
فيما يلي قوائم الأحداث التي وقعت خلال عام 1994 في الأرجنتين.

## أحداث
- 18 يوليو – تفجير آميا

## أفلام
من الأفلام التي صدرت هذه السنة في الأرجنتين:
- 1 يناير – عن الحب والظلال من إخراج بيتي كابلان [الإنجليزية]‏.

## مواليد

### يناير
- 10 يناير – ماريانو ألماندوز لاعب كرة قدم أرجنتيني.

### مارس
- 3 مارس – فيديريكو أندرادا لاعب كرة قدم أرجنتيني.
- 16 مارس – غابرييل ألانس لاعب كرة قدم أرجنتيني.

### أبريل
- 12 أبريل – قايدو رودريغيز لاعب كرة قدم أرجنتيني.

### مايو
- 24 مايو – رودريغو دي باول لاعب كرة قدم أرجنتيني.

### يونيو
- 29 يونيو – جوناثان كريستيان سيلفا لاعب كرة قدم أرجنتيني.
- 29 يونيو – ليوناردو باريديس لاعب كرة قدم أرجنتيني.

### يوليو
- 11 يوليو – لوكاس أوكامبوس لاعب كرة قدم أرجنتيني.

### أغسطس
- 7 أغسطس – فيديريكو ألفاريس لاعب كرة قدم أرجنتيني.
- 13 أغسطس – خواكين كوريا لاعب كرة قدم أرجنتيني.

### سبتمبر
- 12 سبتمبر – نيكولاس أورسيني لاعب كرة قدم أرجنتيني.

### أكتوبر
- 3 أكتوبر – فيكتوريا بوثيو لاعبة كرة مضرب أرجنتينية.
- 28 أكتوبر – أغوستين أليوني لاعب كرة قدم أرجنتيني.

## وفيات

### مايو
- 26 مايو – نوربيرتو مينينديز (مواليد 1936) لاعب كرة قدم أرجنتيني.

### أغسطس
- 23 أغسطس – ألفريدو بيريز (مواليد 1929) لاعب كرة قدم أرجنتيني.

### سبتمبر
- 30 سبتمبر – روبرتو إدواردو فيولا (مواليد 1924)